# Turbinicarpus mandragora
Espèce
Synonymes
- Echinocactus mandragora Frič ex A. Berger[2]
- Echinocactus mandragora Frič ex A.Berger[3]
- Gymnocactus mandragora (Frič ex A. Berger) Backeb.[2]
- Neolloydia mandragora (Frič ex A. Berger) E. F. Anderson[2]
- Rapicactus mandragora (Frič ex A. Berger) Buxb. & Oehme[2]
- Thelocactus mandragora A. Berger[2]

Statut de conservation UICN

 CR B1ab(v)+2ab(v) : 
En danger critique

Turbinicarpus mandragora est une espèce de plantes à fleurs de la famille des Cactaceae et du genre Turbinicarpus. C'est un cactus endémique de l'état de Coahuila au Mexique.

## Liste des sous-espèces
Selon Catalogue of Life (22 mai 2017) :
- sous-espèce Turbinicarpus mandragora subsp. mandragora
- sous-espèce Turbinicarpus mandragora subsp. pailanus (Halda & Panar.) Lüthy

Selon Tropicos (22 mai 2017) (Attention liste brute contenant possiblement des synonymes) :
- sous-espèce Turbinicarpus mandragora subsp. beguinii (N.P. Taylor) Lüthy
- sous-espèce Turbinicarpus mandragora subsp. pailanus (Halda & Panar.) Lüthy